# Мехмед Гаджі Сенаї
Сенаї Мехмед Хаджі (Гаджі) (? — помер після 1651 року) — кримськотатарський літописець XVII століття. Служив в урядовій канцелярії Кримського ханату, секретарем ханського дивану (ради), суддею. З ініціативи великого візира Сефера Газі-аги був призначений офіційним історіографом кримського хана Іслам-Гірея III, тому дістав псевдонім Сенаї («оспівувач»).
Написав газа-наме (оповідь про священний похід) «Історія хана Іслам-Гірея III», у котрій охоплено події від 6 липня 1644 року до 4 серпня 1651 року. Основну увагу у творі приділено кримськотатарським походам проти Речі Посполитої 1648—1649 років, описано Жовтоводську битву 1648, Корсунську битву 1648, Зборівську битву 1649, Берестецьку битву 1651, Львівську облогу 1648, Збаразьку облогу 1649 та інші.
Головними джерелами були 3 кримськотатарські щоденники походів, документи, свідчення учасників походів, у тому числі й самого хана Іслам-Гірея III. Літопис відобразив офіційний погляд кримської панівної еліти на Національно-визвольну війну українського народу середини XVII століття, у ньому апологетизується діяльність Іслам-Гірея III, Тугай-бея, калги-султана Крим-Гірея, а характеристики Б. Хмельницького і українських повстанців є суперечливими, але швидше позитивними. Твір було написано «османсько-турецькою мовою» — літературною мовою Османської імперії.